# 東雲焼
東雲焼（しののめやき）は、愛知県において明治時代に作製された焼き物。窯が置かれた地名に由来する。

## 概要
1893年（明治26年）、名古屋市末広町在の元尾張藩士木全年輝により、愛知郡古沢村大字東古渡字東雲において始められた。また、同時に末広町において販売が行われた。創業期には不識庵素三がかかわったとされる。茶器や瓶・甕・日用皿などを中心に生産。狂言絵や富士絵のものが人気を博していたとされる。また、製法としては御庭焼の系譜に属する。原料は同郡御器所村瀬戸付近において採取したものを使用していた。明治末期に廃絶したとするもの、1924年（大正13年）に横井米禽に売却し、以降は米禽焼として生産されたとする資料がある。窯の跡地は、のちの名古屋市民会館の敷地にあたる。